# Djursjöberget
Djursjöberget är ett naturreservat i Rättviks kommun i Dalarnas län.
Området är naturskyddat sedan 2011 och är 57 hektar stort. Reservatet består av ogallrad barrskog med både gran och tall och i norr även lövträd.